# КР580ВИ53
КР580ВИ53 — электронный компонент, микросхема программируемого трёхканального таймера счётчика интервалов и внешних событий (количества импульсов), программируемого делителя частоты, одновибратора.
Содержит три идентичных независимых канала счёта, каждый канал является программно настраиваемым 8- или 16-битовым счётчиком. Режимы работы каналов настраиваются программно.
Входит в состав микропроцессорного комплекта КР580.
Микросхема выпускалась в двух версиях, КР580ВИ53 (аналог i8253) с максимальной рабочей частотой 2 МГц, и КР580ВИ53Д (аналог i8253-5) с максимальной рабочей частотой 2,5 МГц, оформление — пластмассовый корпус DIP24 (широкий) или металлокерамический.
Является функциональной копией микросхемы Intel 8253 (i8253).

## Описание и функции

### Функциональная схема и назначение выводов
Каждый канал имеет 2 входа (счётный вход и вход стробирования или разрешения счёта) и 1 выход.
| Рисунок                               | Название вывода | Описание                    |
| ------------------------------------- | --- | --------------------------- |
|                                       | D0…D7 | Двунаправленная шина данных |
| /WR                                   | Write. Запись. По низкому уровню на этом входе микропроцессор записывает данные в программируемый таймер.                                                                                            |                             |
| /RD                                   | Read. Чтение. Низкий уровень на этом входе информирует программируемый таймер, что процессор хочет прочитать состояние счётчика. При этом на выводы D0…D7 микросхема выставляет содержимое счётчика. |                             |
| /CS                                   | Chip select. Выбор микросхемы. Низкий уровень инициирует обмен между процессором и программируемым таймером. Не оказывает воздействия на работу счётчиков таймера.                                   |                             |
| A0, A1                                | Адресные входы. Позволяют выбрать один из трёх счетчиков для операции чтения/записи состояния счётчиков.                                                                                             |                             |
| CLK0…CLK2 (Вход0…Вход2)               | Тактовые входы каждого из трёх счётчиков. |                             |
| GATE0…GATE2 (Разрешение0…Разрешение2) | Входы разрешения счётчиков. Уровень «1» — разрешение счёта или перезагрузка счётчика по фронту. |                             |
| OUT0…OUT2 (Выход0…Выход2)             | Выходы счётчиков. |                             |

### Режимы работы
Микросхема работает в одном из 6 режимов. Выбор режима работы каждого канала и разрядности счётчика канала (1 или 2 байта) производится записью управляющего слова в регистр (слово) управления микросхемы. Для настройки режимов всех 3 каналов нужно произвести запись 3 байтов в регистр управления. После настройки режимов в счётчики каналов заносятся с внешней шины данных начальные значения (1 или 2 байта в зависимости от управляющего слова).
В любой момент начальные значения можно перезаписать, перестроив константы счета.
- Режим 0: программируемый таймер.
- Режим 1: программируемый одновибратор.
- Режим 2: программируемый делитель частоты, длительность выходных импульсов равна длительности тактового импульса.
- Режим 3: программируемый делитель частоты, длительность выходных импульсов равна половине длительности счёта (скважность 2).
- Режим 4: программируемый счётчик, стробируемый уровнем управляющего сигнала.
- Режим 5: программируемый счётчик, стробируемый фронтом управляющего сигнала.

## Применение
Типовое применение микросхемы таймера в компьютерах и контроллерах — программное измерение временных интервалов, счёт событий, генерация запросов аппаратных прерываний для работы в реальном времени, а также микросхема таймера входит в типовую схему включения БИС последовательного интерфейса, позволяя программно выбирать одну из стандартных скоростей передачи.
В советских учебных и бытовых компьютерах КР580ВИ53 часто использовалась в качестве аппаратного звукогенератора. В частности, так 580ВИ53 использовалась в компьютерах Корвет ПК8010 / ПК8020, Микроша, Вектор-06Ц, Союз-Неон ПК-11/16, Байт, Специалист МХ, в цветном псевдографическом видеомодуле расширения (МЦПГ) для компьютера Партнёр 01.01 и в игровом автомате ТИА-МЦ-1. В синтезаторе RMIF TI-3 использовано 8 таких микросхем, а в приставке «Менестрель» к компьютерам БК — две. Оригинально выполнена генерация звука в компьютере Союз-Неон ПК-11/16, где три канала звука генерируются с помощью двух КР580ВИ53. Один таймер производит тоны, а второй служит для регулировки громкости каналов путём изменения скважности прямоугольного сигнала. Музыка, производимая такой схемой, похожа на воспроизводимую специализированной музыкальной БИС AY-8912.
В качестве звукогенератора микросхема i8253 и аналогичная i8254 (советский аналог — КР1810ВИ54) использовалась в ПК IBM PC/XT и PC/AT, а также в их советских и иностранных аналогах — для воспроизведения звука у них был использован один из трёх каналов таймера. Стандартный для IBM-совместимых ПК звукогенератор (PC speaker) присутствует и в современных ПК, где функции i8253/i8254 реализованы в одной из микросхем чипсета системной платы. В телефонном аппарате с автоматическим определителем номера (АОН), выполненном на микропроцессоре Z80, из трёх каналов микросхемы для генерации звука применён также только один.